# Сценическая магия

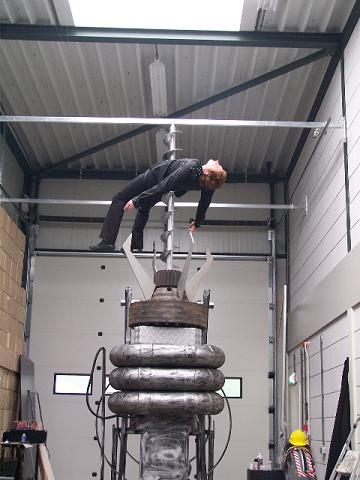
Трюк сценической магии «Дрель смерти», 2008 г.

Сцени́ческая ма́гия — направление иллюзионизма, демонстрирующее трюки в условиях сцены-коробки, позволяющей наблюдать за ними лишь со значительного расстояния и из ограниченного пространства.

## Общие сведения
Особенностью сценической магии, как следует из названия, является демонстрация трюков в условиях сцены-коробки. Она позволяет наблюдать за действием лишь из ограниченного пространства и со значительного расстояния. При этом условия сцены дают возможность использовать практически любой по размерам реквизит, крупных животных, и любое количество ассистентов. Это означает возможность постановки самых сложных и громоздких трюков.

## Распространённость сценической магии
Представления сценической магии являются одним из наиболее популярных демонстраций иллюзий на телевидении. Поэтому большинство обычных людей называют именно это направление магии, как знакомое им. На самом деле лишь небольшая часть профессиональных иллюзионистов работает в таком жанре, что связано, в первую очередь, со значительными материальными затратами на подготовку полноценного шоу.

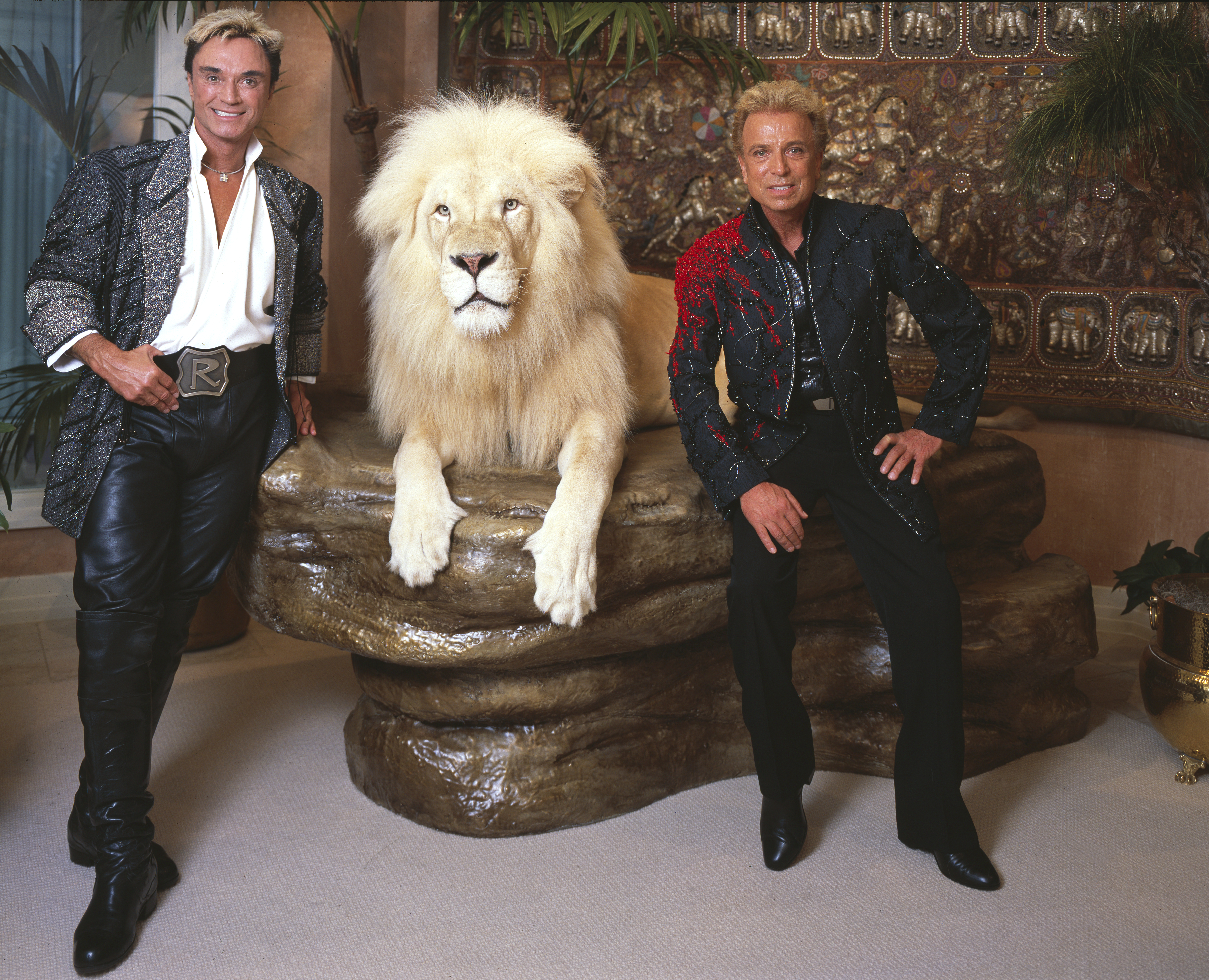
Иллюзионисты сценической магии Зигфрид и Рой со львом из своего шоу. 2011 г.

## Некоторые иллюзионисты жанра сценической магии
- Лэнс Бартон
- Вэл Валентино
- Зигфрид и Рой
- Ханс Клок
- Дэвид Копперфильд
- Уильям Робинсон
- Сергей Савка

## Некоторые трюки сценической магии
- Полёт Дэвида Копперфильда
- Дрель смерти
- Индийский канат
- Превращение женщины в тигра (англ. Lady to Tiger)[4]
- Простреливание женщины